# سکولاریسم

دولت‌های سکولار
کشورهای دارای دین رسمی

سکولاریسم (به فرانسوی: sécularisme)، دین‌جدایی یا جدااِنگاری دین از سیاست، در لغت به معنای گیتی‌گرایی، دنیاگرایی، عقیده‌ای مبنی‌بر جدایی نهادهای حکومتی و کسانی که بر مسند دولت می‌نشینند، از نهادهای دینی و مقام‌های دینی است. این اندیشه، به صورت کلّی، ریشه در عصر روشنگری در اروپا دارد. مفهوم‌هایی همچون: جدایی دین از سیاست، جدایی کلیسا و حکومت در آمریکا، و لائیسیته در فرانسه و ترکیه بر پایهٔ سکولاریسم بنا شده‌اند؛ ولی در کشورهایی مانند جمهوری اسلامی ایران، عربستان، افغانستان و عراق، حکومت‌ها با جدایی دین از سیاست، مخالف‌اند.
هدف‌ها و استدلال‌ها برای پذیرش سکولاریسم بسیار گسترده‌اند. برخی ادعا می‌کنند که در منظر لائیسیتهٔ اروپایی، سکولاریسم یک جنبش به‌سوی مدرنیته و دور شدن از ارزش‌های دینی است. برخی دیگر استدلال می‌کنند که سکولاریسم در آمریکا بیشتر به حفظ دین از حکومت پرداخته و در زمینهٔ اجتماعی کم‌کارتر بوده‌است. سکولاریسم را نخستین شاخصهٔ مدرنیته خوانده‌اند. در میان کشورها جنبش‌های سیاسی گوناگون سکولاریسم را به دلایل مختلف پشتیبانی می‌کنند.
واژهٔ سکولاریسم برای نخستین‌بار توسط نویسندهٔ بریتانیایی، جورج هالی اوک در سال ۱۸۴۶ استفاده شد. هر چند این اصطلاح تازه بود، ولی مفهوم کلی آزادی که سکولاریسم بر پایهٔ آن بنا شده بود، در درازای تاریخ وجود داشته‌است. ایده‌های اولیهٔ سکولار را می‌توان در آثار ابن رشد (اورئوس) پیدا کرد. وی و پیروان مکتب اوروئسیسم باورمند به جدایی دین از فلسفه بودند. هالی اوک این ایدهٔ جدایی اجتماع از دین را بدون تلاش برای انتقاد باورهای دینی مطرح کرد. هالی اوک یک ندانم‌گرا بود و به نظر خودش سکولاریسم برهانی علیه مسیحیت محسوب نمی‌شد، بلکه مستقل است. سکولاریسم تنها به این نکته می‌پردازد که راه درست در حقیقت سکولاریسم است. دانستنی‌های سکولار به‌طور روشن در همین زندگی پیدا می‌شوند و می‌توانند در همین زندگی آزمون شوند.
فلسفه سکولاریسم
سکولاریسم در فلسفه سیاسی و فلسفه دین مورد توجه است. به عنوان یک فلسفه، سکولاریسم ارتباط تنگاتنگی با طبیعت گرایی و ماتریالیسم دارد و در نظر گرفتن مواد غیر مادی یا ماوراء طبیعی، مانند روح، به نفع یک جهان مادی را رد می کند. این ماتریالیسم و عقل گرایی سکولار اساس بیشتر علوم تجربی مدرن را تشکیل می دهد.  در دوران روشنگری، فیلسوفان لیبرال اروپایی مانند باروخ اسپینوزا، جان لاک، مونتسکیو، ولتر، دیوید هیوم، آدام اسمیت و ژان ژاک روسو همگی اشکال مختلف جدایی کلیسا از دولت راپیشنهاد کردند؛ کار فیلسوفان اخلاق معروفی مانند درک پارفیت و پیتر
سینگر، و حتی کل حوزه اخلاق زیستی معاصر، صریحاً سکولار یا غیرمذهبی توصیف شده است.
یکی از مسائل مهم فلسفه سکولار، ماهیت اخلاق در جهان مادی است. اخلاق سکولار نظام هایی از درست و غلط را توصیف می کند که به مفاهیم دینی یا ماوراء طبیعی وابسته نیستند. بسیاری از فلسفه فردریش نیچه در پاسخ به این موضوع توسعه یافته است. در اخلاق سکولار، خوب معمولاً به‌عنوان چیزی تعریف می‌شود که به «شکوفایی و عدالت انسانی» کمک می‌کند تا تصوری انتزاعی یا ایده‌آلی از خیرشود. اخلاق سکولار اغلب در چارچوب اومانیسم در نظر گرفته می‌شود.

## تعریف
از آنجا که اصطلاح سکولاریسم در موارد گوناگونی استفاده می‌شود، معنی دقیق آن بر اساس نوع کاربرد متفاوت است. دیدگاه سکولاریسم بر این پایه بنا شده‌است که زندگی با در نظر گرفتن ارزش‌ها پسندیده‌است و دنیا را با استفاده از دلیل و منطق، بدون استفاده از تعاریفی مانند خدا یا خدایان یا هر نیروی ماورای طبیعی دیگری، بهتر می‌توان توضیح داد. به عبارت بهتر هر کسی دین خود را فقط در خانهٔ خود نگه داشته باشد و حق ندارد دین خود را در جامعه تبلیغ کند. یکی از علت‌های برخورد جوامع سکولاریسم با حجاب این است که آنان حجاب را مظهر تبلیغ دین اسلام در یک حکومت سکولاریستی می‌دانند.
در حکومت معنی سکولاریسم، عدم دخالت باورهای مذهبی در امر حکومت و برتری دادن اصول حقوق بشر بر سایر ارزش‌های هر گروه و دسته‌ای است.
در جامعه‌شناسی، سکولاریسم به هر موقعیتی که در آن، جامعه مفهوم‌های مذهبی را در تصمیم‌گیری‌های خود کم‌تر دخالت دهد یا این مفاهیم، کم‌تر موجب اختلاف یا درگیری شوند گفته می‌شود.
واژهٔ سکولار در زبان لاتین به معنای «این جهانی»، «دنیوی»، «گیتیانه» و متضاد با «دینی» یا «روحانی» است. امروزه وقتی از سکولاریسم به عنوان یک آموزه (دکترین) سخن می‌گویند، معمولاً مقصود هر فلسفه‌ای است که اخلاق را بدون ارجاع به جزمیات (دُگم‌های) دینی بنا می‌کند و در پی پیشبرد دانش‌ها و روش‌های بشری است.
برنارد لوئیس مفهوم سکولاریسم را چنین شرح می‌دهد:
واژهٔ سکولاریسم نخست در میانهٔ سدهٔ نوزدهم در زبان انگلیسی به کار رفته‌است، و اصولاً بار ایدئولوژیک داشته‌است. در کاربرد نخستین آن، بر آموزه‌ای دلالت می‌کرد که مطابق آن اخلاقیات باید مبتنی بر ملاحظات اخلاقی و معطوف به سعادت دنیوی انسان باشد، و مسائل مربوط به خدا و زندگی آخرت را باید کنار نهاد. بعداً، «سکولاریسم» را به این معنای گسترده‌تر به کار بردند که مؤسسه‌های عمومی، به ویژه آموزش عمومی، باید سکولار باشند و نه دینی. در سدهٔ بیستم، این واژه معنای وسیع‌تری یافت، که از معانی قدیم و نو واژهٔ سکولار نشأت گرفته بود. امروزه آن را بیشتر همراه با «جدایی» نهادهای دینی و دولتی به کار می‌برند، که تقریباً معادل با واژهٔ فرانسوی laicisme است که در دیگر زبان‌ها هم وارد شده، اما هنوز در زبان انگلیسی به‌کار برده نمی‌شود.

## دولت سکولار

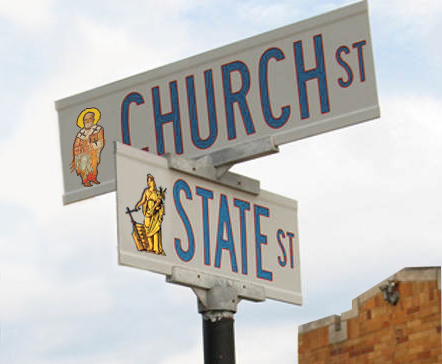
دو تابلو از جدا بودن مسیر کلیسا (Church) و دولت (State) که به عنوان نمادی برای سکولاریسم شناخته می‌شود.

امروزه بیشتر دولت‌های مهم جهان اهمیت سکولاریسم و دموکراسی را پذیرفته‌اند. یک پیامد عملی سکولاریزاسیون، جدایی کلیسا و دولت است – در حقیقت این پیامد چنان یادآور سکولاریزاسیون است که بیشتر این دو را یک پدیده می‌شمارند و بیشتر به جای «سکولاریزاسیون» از «جدایی کلیسا و دولت» سخن می‌گویند؛ اما باید در نظر داشت که سکولاریزاسیون فرایندی است چندوجهی که در متن جامعه صورت می‌گیرد، درحالی که جدایی نهاد دین و دولت توصیف جنبه سیاسی این فرایند است.

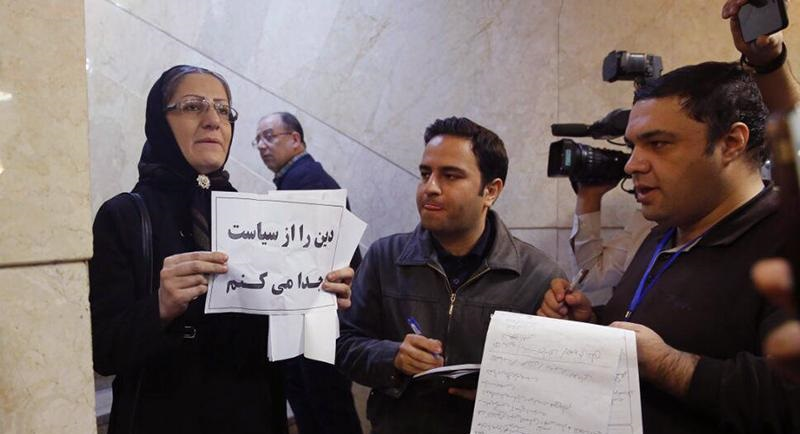
انتخابات ریاست‌جمهوری ایران (۱۳۹۶)

جدا شدن نهاد دین و دولت در سکولاریزاسیون بدین معناست که مؤسسات خاص سیاسی (که به درجات مختلف تحت کنترل دولت هستند) از سیطره مستقیم یا غیر مستقیم دین رها می‌شوند. این بدان معنا نیست که پس از سکولاریزاسیون نهادهای دینی دیگر نمی‌توانند در مورد مسائل عمومی و سیاسی حرفی بزنند، بلکه بدین معناست که دیدگاه‌های نهادهای دینی دیگر نباید بر جامعه تحمیل شوند، یا مبنای سیاست‌گذاری‌های عمومی قرار گیرند. در عمل، دولت باید تا حد امکان نسبت به عقاید گوناگون و متفاوت دینی بی‌طرف بماند؛ نه مانع آن‌ها باشد و نه مجری خواسته‌هایشان.
سکولاریسم معمولاً در پرتو عصر روشنگری در اروپا مطرح می‌شود که تأثیر اصلی را بر کشورهای جهان غرب داشته‌است. جدایی دین از سیاست در آمریکا و لائیسیته در فرانسه به‌طور گسترده‌ای بر پایه سکولاریسم رخ داده‌است. البته ایده جدایی دین و دولت در شرق هم در هند از دوران کهن ریشه داشته‌است. دولت نوین هند نیز بر پایه این ارزش‌ها تشکیل یافته و تا حدودی هم در آن موفق بوده‌است.
به نظر سکولارها بهتر است سیاست‌مداران برای تصمیم‌گیری به جای دلایل مذهبی از دلایل سکولار استفاده کنند. از این لحاظ در تصمیمات سیاسی برای مسائلی چون سقط جنین، پژوهش دربارهٔ سلول‌های بنیادی، ازدواج همجنس‌گرایان و آموزش سکس، سازمان‌های سکولاری چون Center for Inquiry در آمریکا تأکید بسیاری می‌کنند.

## لائیسیته

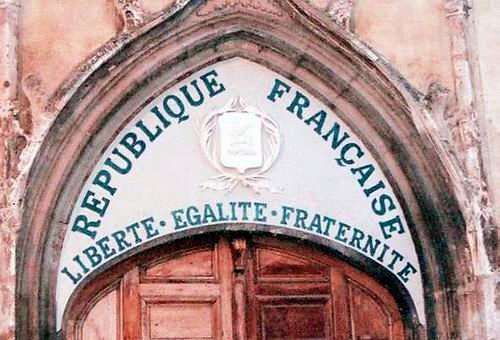
شعار جمهوری فرانسه (آزادی، برابری، برادری) که پس از تصویب قانون جدایی دین از حکومت در سال ۱۹۰۵ بر روی ناقوس یک کلیسا در آپس (بخش وار) نصب شده‌است. چنین نقوشی بسیار نادر هستند و این نقش در جشن دویست ساله انقلاب فرانسه در سال ۱۹۸۹ ترمیم شده‌است.

در زبان فرانسه و برخی دیگر از زبانهای رومی و ایتالیایی: laticita یا laicismo معادل سکولاریسم، و به مفهوم عدم دخالت دین در امور دولتی و سیاست یا برعکس آن است. اگر چه به نظر می‌رسد هیچ واژه‌ای در زبان انگلیسی نتواند معنای واقعی واژه laïcité را که از واژه یونانی λαϊκός می‌آید و به معنای سکولار است برساند، اما این واژه با واژه‌های انگلیسی laity یا laymen به معنای عام مرتبط است و laicity شیوه نگارش انگلیسی اصطلاح فرانسوی لائیسیته‌است.
بین لائیسیته و سکولاریسم تفاوت وجود دارد؛ لائیسیته یک نظریه سیاسی است که طبق آن دین از حکومت جدا است و این نظریه با هدف افزایش آزادی‌های متضاد با دین ارائه شده‌است، درحالی که سکولاریسم با هدف زدودن دین از زندگی جاری مردم معرفی شده‌است، با این وجود گاهی اصطلاحات سکولاریسم و سکولاریته به معنای لائیسیته به کار می‌روند. فردی که به مکتب لائیسیته اعتقاد دارد را لائیک می‌گویند.
طرفداران مکتب لائیسیته بر این باورند که این اصطلاح به معنای رهایی از دین است و بنابراین فعالیت‌های دینی می‌بایست در چارچوب قانون همانند دیگر فعالیت‌ها صورت پذیرند و امری فراقانونی نیستند. دولت در برابر نظریات مذهبی هیچ گونه موضعی نمی‌گیرد و افراد مذهبی را همانند دیگر افراد جامعه می‌شناسد. منتقدان به ویژه منتقدان نسخه ترکی لائیسیته و ممنوعیت حجاب در فرانسه استدلال می‌کنند که این ایدئولوژی ضد مذهب است و درعمل از آزادی‌های دینی می‌کاهد.

## اخلاقیات سکولار
هالی اوک در سال ۱۸۹۶ در کتاب خود به نام «سکولاریسم انگلیسی»، سکولاریسم را به این‌گونه تعریف می‌کند:
سکولاریسم شیوه و قانون زیستن است که بر اساس مادیات بنا نهاده شده‌است و به صورت کلی برای کسانی است که باورهای مذهبی را ناکافی یا غیرقابل اطمینان یا غیرقابل باور یافته‌اند.
اصول آن عبارت است از:
1. بهبود زندگی با توجه به مفاهیم مادی آن.
2. دانش تنها وسیله در دسترس انسان است.
3. اینکه خیر در نیکی کردن است. چه جهان دیگر درکار باشد و چه نباشد.
4. نیکی کردن در این جهان، و پی‌جویی این نیکی، خیر است.[۱۳][۱۴]

## استدلال

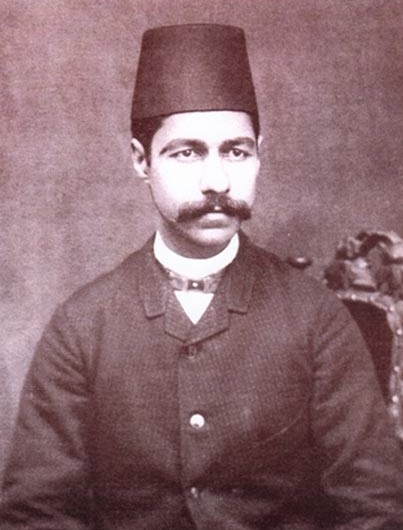
میرزا آقاخان کرمانی از ملی گرایان سکولار که سر بریده شد.

موافقان سکولاریسم بر این باورند که گرایش به سکولاریسم و به دنبال آن دوری از دین در دولت‌های سکولار، نتیجهٔ اجتناب ناپذیر عصر روشنگری است، که در آن گرایش عمومی جامعه به سوی علم و خرد سوق پیدا کرد و از دین دور شد.
از طرف دیگر، مخالفان سکولاریسم بر این باورند که یک دولت سکولار، خود مشکلات زیادی به بار می‌آورد، بدون آنکه بتواند راه حلی برای مشکلات اصلی، مانند آزادی عقاید فردی و مذهبی ارائه دهد. برای مثال، اگر چه قانون‌های اساسی کشورهای دانمارک، فنلاند، نروژ، و ایسلند رابطه میان حکومت و دین (کلیسا) را به رسمیت می‌شناسند، این کشورها از بسیاری از کشورهای سکولار آزادتر محسوب می‌شوند. ایسلند در میان اولین کشورهایی است که حق سقط جنین را به رسمیت شناخت (در نیمه اول قرن ۲۰) یا اینکه دولت فنلاند برای احداث مساجد بودجه دولتی در نظر می‌گیرد.
برای دفاع از سکولاریسم چند دلیل اساسی مطرح می‌شود :۱- دلالت اخلاقی، یعنی زندگی دنیوی و جامعه و دولت و … امورات مادی هستند. و دین یک امر غیرمادی که سرچشمه‌های باورهایش فرا طبیعی هستند پس بدین صورت دخالت دین در هر یک از موارد نادرست و غیراخلاقی است ۲-استدلال تاریخی، ادیان همیشه به‌دلیل اینکه در جهان گسترش یابند، دین مداران (روحانیون) پیروان دین را تحریک می‌کنند یا با وعده‌های همانند بهشت آن هارا مجبور می‌کردند با جنگ و درگیری‌های خونین دین را توسعه دهند، در این راه انسان‌های بسیاری کشته شدند و می‌شوند. سکولاریسم برای زندگی انسان‌ها ارزش قائل است برای همین در یک جامعه تمام ادیان را از صحنه سیاست (و گاهی جامعه) حذف می‌کنید هرگونه تبلیغ برای دینی را در مجامع رسمی منع می‌کند
1. حقوق و آزادی فردی انسان‌ها و برابری آنان مورد مخالفت ادیان قرار دارند یعنی ادیان یک سری مقررات و هنجار‌های غیرقابل تعویضی دارند که آزادی فردی آنان مورد خطر قرار می‌گیرد مانند ننوشیدن شراب یا حجاب در اسلام در نتیجه اگر حکومت مذهبی شکل بگیرد حقوق شهروندان رعایت نمی‌شود
2. نکته دیگر هم خودبنیادی است یعنی انسان رها از هر قید و بندی برای خود بیندیشد و خود را هدایت کند. دین اختیار عمل و استقلال فکری انسان را از آن می‌ستاند و و یک سری وظایف و مقررات تعیین شده از قبل را به انسان اجبار می‌کند و آن را به یک منبع الهی تعمیم می‌دهد پس دین با خودبنیادی در تضاد است

عبدالکریم سروش سکولاریسم را به‌طور کلی به دو دسته تقسیم کرده‌است، «سکولاریسم سیاسی» و «سکولاریسم فلسفی» و آن‌ها را تشریح کرده‌است: سکولاریسم سیاسی یا حکومت فرادینی: سکولاریسم سیاسی یعنی انسان، نهاد دین را از نهاد دولت جدا کند و حکومت نسبت به تمام فرقه‌ها و مذاهب نگاهی یکسان داشته باشد و تکثر آن‌ها را به رسمیت بشناسد و نسبت به همه آن‌ها بی‌طرف باشد. وی سکولاریسم سیاسی را به معنای جدا کردن حکومت از دین می‌داند و نه جدا کردن دین از سیاست.» به گفته او، اگرچه یک معنی سکولاریسم نفی دخالت روحانیت در امور تعریف می‌شود ولی این به معنی نفی دخالت دین نیست. با سکولاریسم سیاسی فرا دینی کسی هم که مؤمن است، خاطر جمع می‌شود که دین و ایمانش محفوظ خواهد ماند و حکومت به اعتقاد و عمل او تعرضی نخواهد کرد. وی معتقد است با آمدن دموکراسی و سکولاریسم سیاسی، به دین و به عمل دینداران لطمه‌ای نخواهد خورد؛ که از طرف دیگر با آمدن دینداران دموکرات، مشی سیاسی غیردینداران هم آسیبی نخواهد دید؛ یعنی همزیستی مسالمت آمیزی در سایه یک نظام دموکراتیک تحقق خواهد یافت. «سکولاریسم دیگری داریم با نام سکولاریسم فلسفی که معادل با بی‌دینی و بی اعتقادی به دیانت است و نوعی ماتریالیسم (ماده‌گرایی) است. این نوع سکولاریسم با اندیشه دینی غیرقابل جمع است.

## معانی در فرهنگ لغت‌ها
- بی‌تفاوتی، رد کردن یا ممانعت کردن از دین و مراعات دینی. (فرهنگ لغت ماریام وبستر)[۱۶]
- اعتقاداتی که مذهب نباید در فعالیت‌های روزمره اجتماعی و سیاسی درگیر شود. (فرهنگ لغت کمبریج)[۱۷]
- قانون جدایی دولت از نهادهای مذهبی و دینی. (فرهنگ لغت آکسفورد)[۱۸]
- نظامی سازمانی و آموزشی اجتماعی که در آن دین اجازه دخالت در امور مدنی را ندارد. (فرهنگ لغت کولینز)[۱۹]
- فرضیه، عقیده، ایدئولوژی، شروط سیاسی که سکولار را از پدیده‌های دیگر (معمولاً مذهبی، مقدس یا متافیزیکی) تعریف می‌کند و در برخی از موارد، سکولار را بر غیر سکولار ارجحیت می‌دهد (دیکشنری آتئیسم).[۲۰]

## پیشینه

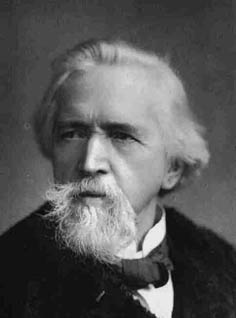
جرج هولیوک نخستین بار واژه سکولاریسم را در سال ۱۸۴۶ میلادی معرفی کرد.

بر اساس فیل زوکرمن و جان آر. شوک، «یک شخص می‌تواند تعداد بی‌شماری دستورالعمل و بیانات و مثال‌هایی از عقایدی که می‌تواند به‌طور بیطرفانه با سکولاریسم در میان ادعاهای مختلف فیلسوفان هندیان، یونانی‌ها، چینی‌ها و رومیان باستان، دسته‌بندی گردد، را دارا باشد.» عزیمت از تکیه بر اعتقاد مذهبی به عقل و علم، نشانگر آغاز آموزش سکولاریزاسیون و جامعه در تاریخ است. طبق اولین اسناد مربوط به شکلی از سکولار عقیده در سیستم فلسفی چارواکا به چشم می‌خورد که ادراک مستقیم، تجربه گرایی و استنتاج شرطی را به عنوان منابع مناسب برای دانش می‌داند، و در پی رد کردن تداول مراقبت‌های مذهبی آن زمان می‌باشد. بنا به نظر دومنیک ماربانییانگ، سکولاریسم در جهان غرب، منطق به جای استدلال مذهبی متداول گردید و به تدریج از تقسیم نامطلوب به سلطه دین و خرافات آزاد شد. اولین بار سکولاریسم در غرب در فلسفه و سیاست یونان باستان پدیدار شد. پس از آن پس از سقوط یونان برای مدتی ناپدید گردید، اما در اواسط رنسانس دوباره پدیدار گردید. «اصطلاحی که در سال ۱۸۴۶ توسط جورج هولیاک انگلیسی به عنوان آزادی عقیده برای هر فرد مطرح شد.»

## تفسیر
استدلال شده‌است که مفهوم سکولاریسم در بیشتر اوقات اشتباه تفسیر گردیده‌است. در ماه ژوئیه سال ۲۰۱۲ میلادی، هافینگتون مطلبی با موضوع اینکه سکولاریسم، انکار وجود خدا نیست، منتشر کرد. جیکز برلینربلا هدایت کننده برنامه تمدن یهودی در دانشگاه جورج تون اینگونه نوشت: «در میان لغات آمریکایی، واژه سکولاریسم جزو گیج‌کننده‌ترین واژه‌ها می‌باشد و بسیاری از مردم آن را به اشتباه برابر با مکتب‌های مختلفی همچون استالینیسم، نازیسم و سوسیالیسم می‌دانند. در ایالات متحده، اخیراً هم‌معنی‌های جدید و اشتباهی برای این لغت پدیدار گردیده که انجمن سکولاریسم را با انجمن منکران خداوند به اشتباه می‌گیرند. مسلماً این تصور اشتباه حداقل از دهه ۱۹۷۰ تا به امروز رسیده‌است.»